# Comocladia repanda
Comocladia repanda är en sumakväxtart som beskrevs av Joseph Blake. Comocladia repanda ingår i släktet Comocladia och familjen sumakväxter. Inga underarter finns listade i Catalogue of Life.